# Wesele (film 1972)
Wesele – polski dramat filmowy z 1972 roku w reżyserii Andrzeja Wajdy, będący ekranizacją dramatu Stanisława Wyspiańskiego pod tym samym tytułem. Bohaterami Wesela są przedstawiciele inteligencji i chłopstwa, którzy przybywają do bronowickiej chałupy, by świętować ślub inteligenta Pana Młodego oraz chłopki Panny Młodej. Tytułowe wesele zakłócają przybywające na uroczystość zjawy, których obecność staje się okazją do refleksji nad historią polskiego społeczeństwa i jego perspektywami na przyszłość.
Wajda, ekranizując Wesele, skondensował akcję utworu do wnętrza chałupy, w której dynamiczne sekwencje tańca nakręcił Witold Sobociński. Jakkolwiek adaptacja dramatu Wyspiańskiego posługiwała się kostiumem historycznym, jej przesłanie zostało poddane aktualizacji; przykładowo, postać Wernyhory została ucharakteryzowana na Józefa Piłsudskiego. Filmowe Wesele, spotkawszy się w kraju ze skrajnie zróżnicowanymi recenzjami, zostało ciepło przyjęte za granicą, zdobywając Srebrną Muszlę na Międzynarodowym Festiwalu Filmowym w San Sebastián.

## Fabuła

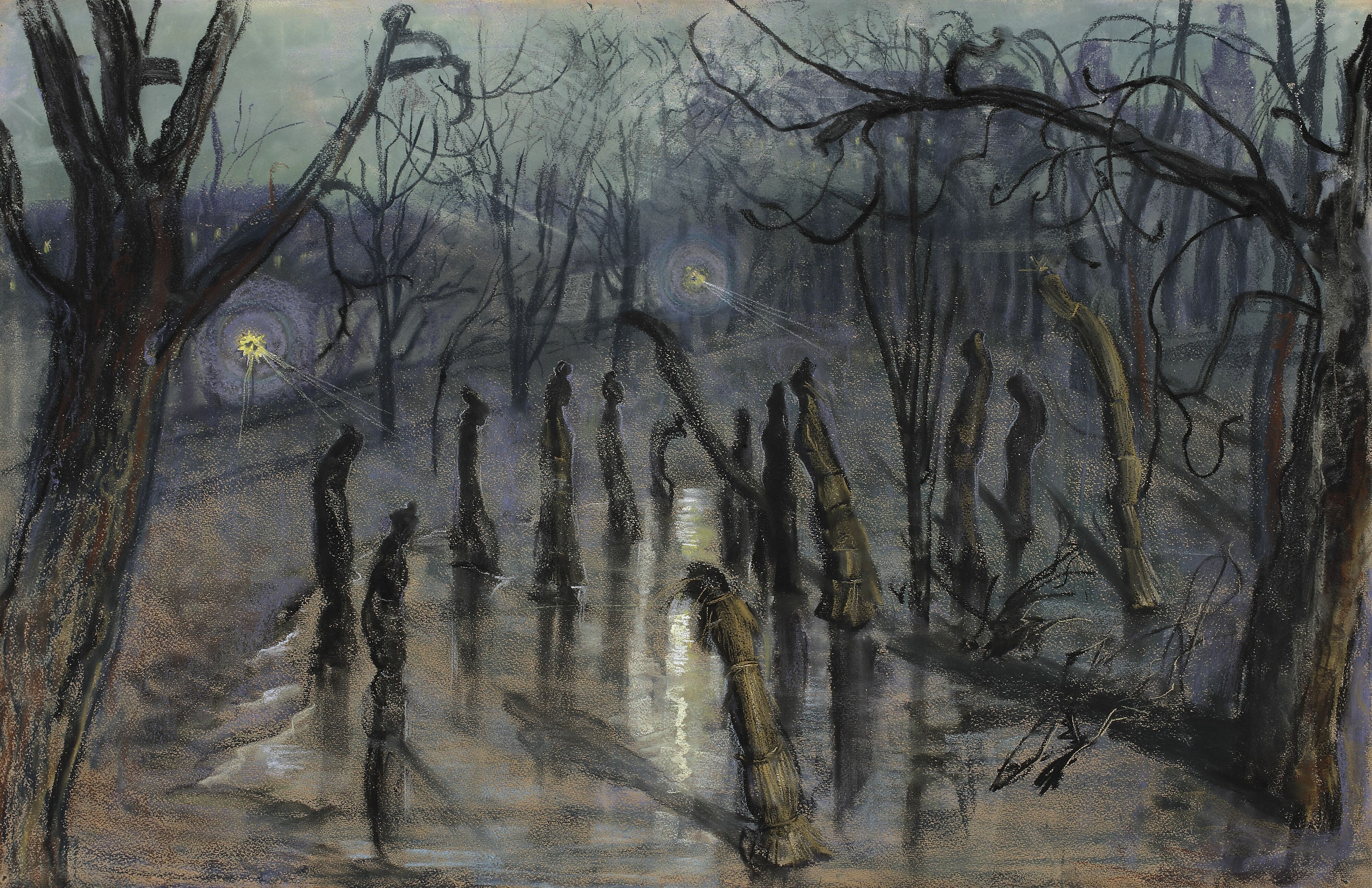
Stanisław Wyspiański, Chochoły (1898–1899)

Wesele jest adaptacją dramatu Stanisława Wyspiańskiego. Literackie Wesele powstało na kanwie autentycznego wydarzenia, jakim był ślub poety Lucjana Rydla (Pana Młodego) z chłopką Jadwigą Mikołajczykówną (Panną Młodą) 20 listopada 1900 roku. Postacie przedstawione w literackiej i filmowej wersji utworu są wzorowane na istniejących osobach, przykładowo Włodzimierz Tetmajer uosabiał Gospodarza, Kazimierz Przerwa-Tetmajer – Poetę, Rudolf Starzewski – Dziennikarza, Antonina Domańska – Radczynię, a Józefa Singer – Rachelę. Również część symbolicznych bohaterów dramatu wywodzi się od autentycznych postaci z historii Polski .

### Streszczenie
Film rozpoczyna się sceną, w której orszak weselny z Panem Młodym i Panią Młodą opuszcza Kościół Mariacki w Krakowie, mijając po drodze austriackich żołnierzy i zmierzając w stronę wioski Bronowice. Gdy zapada zmierzch, na huczne wesele odbywające się w chłopskiej chacie przybywa jeden z zaproszonych gości, melancholijny Dziennikarz. Wśród energicznie tańczącego tłumu przedstawiciele chłopstwa i inteligencji gawędzą ze sobą, jednak nie osiągają porozumienia; na pytanie o politykę zadane przez chłopa Czepca Dziennikarz odpowiada niechętnie, bojąc się, że ten go nie zrozumie. Gospodarz, u którego odbywa się wesele, na pobliskim polu dostrzega tajemnicze zarysy chochołów.
W trakcie długiej sekwencji tańca wybrzmiewają konflikty klasowe. Wywodzący się z wyższej klasy średniej Poeta, Radczyni oraz Maryna odmawiają uczestnictwa w hucznej zabawie, podczas gdy Dziennikarz błąka się wśród tańczącego tłumu. Tymczasem do chaty wkracza Żyd wraz ze swoją córką Rachelą, próbując wyegzekwować długi zaciągnięte przez chłopów. Stojącą w kącie Rachelę do tańca zaprasza Poeta, co wywołuje obrzydzenie ze strony chłopów; Czepiec wspomina o pogromie Żydów, wywołując śmiech ze strony Księdza. Rachela gwałtownie odwraca się w stronę okna, wpatruje się w chochoły i prosi Poetę o wpuszczenie „dziwów, kwiatów, krzewów” do środka. Zjawy objawiają się niektórym osobom zgromadzonym na weselu: Stańczyk rozmawia z Dziennikarzem, Rycerz objawia się Poecie, Rejtan i Hetman prowadzą rozmowę z Panem Młodym, Wernyhora materializuje się w pobliżu Gospodarza, natomiast Dziad spostrzega Upiora.
Gospodarz wręcza otrzymany od Wernyhory złoty róg młodemu chłopu Jaśkowi, nakazując mu porwać lud do powstania przeciwko zaborcy. Jasiek, biorąc złoty róg, galopuje na białym koniu. Jednak, gubiąc się we mgle, trafia do miejsca, w którym stykają się granice wszystkich trzech zaborów. Otoczony przez żołnierzy rosyjskich, niemieckich i austriackich, Jasiek ucieka z powrotem. Tymczasem wesele traci impet, a większość weselników zasypia lub siedzi w odrętwieniu. W tym czasie chłopi pod przewodnictwem Czepca przygotowują kosy i wdziewają powstańczy ubiór. Członkowie inteligencji zostają otoczeni przez chłopów z kosami w dłoniach, którzy próbują przymusić ich do wyznania, kto przybył do dworu poprzedniej nocy. Gospodarz przypomina sobie rozmowę z Wernyhorą i objaśnia obecnym jego polecenia. Nagle słychać tętent konia, który zwiastuje bliskie rozpoczęcie powstania. Z mgły wyłania się oddział zbrojnych kosynierów, który maszeruje przed dwór. Wszyscy uczestnicy wesela klękają w oczekiwaniu na przybycie Wernyhory. Tymczasem na miejscu zjawia się Jasiek, który uświadamia sobie o zgubie złotego rogu. Nie mając go, bezskutecznie próbuje wybudzić odrętwiałych weselników, którzy powoli zaczynają jednostajnie tańczyć wokół Chochoła. Film kończy się chocholim śpiewem.

### Różnice między dramatem i filmem
W porównaniu z oryginalnym dramatem akcja filmowego Wesela uległa kondensacji. Wyspiański sugerował konwencję „szopkową”, wedle której samo wesele odbywało się w przyległej, niewidocznej dla widza świetlicy. W wersji Wajdy cała impreza weselna odbywa się w wypełnionej ludźmi izbie tanecznej (równoległe tańce, rozmowy i wewnętrzne monologi postaci). Ponadto, o ile w dwóch pierwszych aktach sztuki Wyspiańskiego wyraźnie rozgraniczona jest konwencja realistyczna oraz symboliczna, w filmie Wajdy obie konwencje się przenikają.

## Obsada
Źródło: FilmPolski.pl

- Daniel Olbrychski – Pan Młody
- Ewa Ziętek – Panna Młoda
- Andrzej Łapicki – Poeta
- Wojciech Pszoniak –
  - Dziennikarz,
  - Stańczyk
- Franciszek Pieczka – Błażej Czepiec
- Marek Walczewski – Gospodarz
- Izabella Olszewska – Gospodyni
- Maja Komorowska – Rachela
- Marek Perepeczko – Jasiek
- Gabriela Kownacka – Zosia
- Olgierd Łukaszewicz – Widmo
- Bożena Dykiel – Kasia
- Janusz Bukowski – Kasper
- Artur Młodnicki – Wernyhora
- Wirgiliusz Gryń – Upiór / Jakub Szela
- Leszek Piskorz – Staszek
- Czesław Wołłejko – Hetman
- Mieczysław Voit – Żyd, ojciec Racheli
- Hanna Skarżanka – Klimina
- Małgorzata Lorentowicz – Radczyni
- Andrzej Szczepkowski – Nos
- Emilia Krakowska – Marysia, siostra Panny Młodej
- Mieczysław Stoor – Wojtek
- Barbara Wrzesińska – Maryna
- Henryk Borowski – Dziad
- Kazimierz Opaliński – Ojciec
- Maria Konwicka – Haneczka
- Anna Góralska – Isia
- Mieczysław Czechowicz – Ksiądz
- Wiktor Grotowicz – Widmo przy Hetmanie
- Czesław Niemen – Chochoł (głos)

oraz
- „Kamionka” (Zespół Ludowy z Łysej Góry)
- „Koronka” (Zespół Ludowy z Bobowej)
- „Opocznianka” (Zespół Ludowy z Opoczna)

## Produkcja

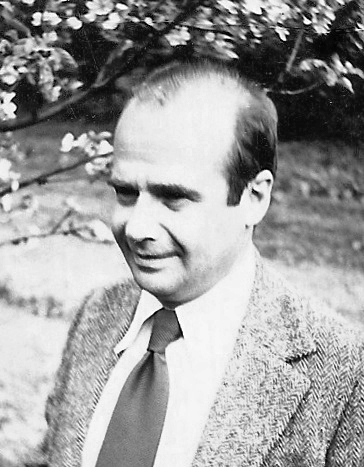
Andrzej Kijowski, scenarzysta Wesela, w 1973 roku

Jeszcze na początku lat 60. XX wieku Andrzej Wajda mówił Stanisławowi Janickiemu o swoich planach zekranizowania Wesela. Pierwszą próbę zmierzenia się z dramatem Wyspiańskiego podjął w krakowskim Teatrze Starym w 1963 roku. Realizacja Wesela na deskach teatralnych nie zadowalała jednak reżysera, a na dodatek spektakl został nieprzychylnie odebrany przez krytyków. Do tego pomysłu wrócił jednak dopiero w 1970 roku, przedstawiając swój pomysł publiczności Wieczorów Wawelskich. W zamierzeniu reżysera Wesela jako dramatu nie dałoby się zekranizować bez aktualizacji legendy, która towarzyszyła utworowi Wyspiańskiego.
Zanim Wajda rozpoczął prace nad Weselem, na początku 1972 roku założył Zespół Filmowy „X”, obejmując w nim funkcję dyrektora artystycznego. Realizację adaptacji dramatu poprzedzała dyskusja, czy ma sens tworzenie filmu, który byłby zrozumiały tylko w Polsce. Atmosfera niepewności przełożyła się na zmianę koncepcji już w trakcie zdjęć. Początkowo Wajda usiłował zmierzyć się z legendą, wyprowadzając akcję filmu z bronowickiej chałupy i umieszczając ją w Krakowie oraz jego okolicach. Pierwotna koncepcja scenariusza pióra Andrzeja Kijowskiego zakładała na przykład, że Stańczyk wprowadzi Dziennikarza na wieżę dzwonu Zygmunt. Po czterech tygodniach realizacji zdjęć w plenerze (kręconych w okolicach pałacu w Oborach i w Czosnowie) reżyser uznał jednak, że efekt prac pozbawił adaptację dramaturgicznego napięcia. Toteż większość materiału nagranego w plenerze nie została wykorzystana, a w obrębie filmu znalazły się jedynie sekwencja wstępna, scena przejazdu orszaku spod kościoła do Bronowic oraz scena nieudanej akcji insurekcyjnej.
Reżyser zdecydował się po owych czterech tygodniach plenerów powrócić do zdjęć realizowanych w studiu. Za scenografię do Wesela odpowiadał Tadeusz Wybult, który zbudował chatę wiejską normalnych rozmiarów, wypełnioną tłumem aktorów. Niepotwierdzona przez ekipę legenda towarzysząca filmowi głosiła, jakoby Wybult miał dodatkowo przesunąć ściany dekoracji, aby wydawały się ciasne. Odpowiedzialna za kostiumy Krystyna Zachwatowicz, na podstawie ustaleń z reżyserem, opracowała kostiumy historyczne, bez „uwspółcześniania na siłę”. Witold Sobociński, operator zdjęć, opracował własną koncepcję kolorystyki, którą konsekwentnie stosował w filmie. Po pierwsze, światło plenerowe Sobociński utrzymał w konwencji „czerwonej lub pomarańczowej”. Po drugie, ściany chałupy pomalowane zostały na cztery kolory: szary, niebieski, żółty i fioletowy, które dominowały w palecie obrazów Wyspiańskiego. Podczas zdjęć we wnętrzach Sobociński osobiście prowadził kamerę w rytm kompozycji Stanisława Radwana. Sam Radwan ustalił z Wajdą, że film zaczynać się będzie „od bardzo gęstego grania”, które wraz z rozwojem akcji filmu ulegnie wyciszeniu.
Daniel Olbrychski, który grał Pana Młodego, otrzymał od Wajdy pełną swobodę kreowania swojej postaci. Nocne zdjęcia do Wesela godził z obecnością na planie Potopu, w którym odtwarzał rolę Kmicica. Maja Komorowska, filmowa Rachela, dostała angaż do filmu zaraz po występie w filmie Za ścianą. W Weselu zagrała w czarnej sukni i rudej peruce, stylizując Rachelę na Goplanę z Balladyny Juliusza Słowackiego. Marek Walczewski jako Gospodarz, początkowo niezauważany przez Wajdę, w trakcie zdjęć otrzymał odeń zadanie odegrania sceny, w której Gospodarz gwałtownie wstaje i wymachuje szablą. W trakcie kręcenia sceny Walczewski przypadkowo rozbił kosztowną lampę, jednak zdaniem Wajdy osiągnął znakomity efekt ekranowy. Rolę Chochoła odegrał Czesław Niemen. Na pomysł obsadzenia go w tej roli wpadł Radwan przy początkowym sprzeciwie ze strony Wajdy, który jednak ostatecznie przychylił się do tej idei. Atutem Niemena był, jak twierdził Radwan, „intensywny” głos piosenkarza, który przyciągał uwagę każdego odbiorcy.

### Rozpowszechnianie
Jeszcze w 2002 roku Wesele zostało wydane na płytach DVD wspólnym nakładem IDG Poland i Best Film. W 2010 roku, w ramach projektu KinoRP, film przeszedł cyfrową rekonstrukcję obrazu i dźwięku. Zadanie to zlecono takim studiom, jak Dom Postprodukcyjny The Chimney Pot i Toya Studios. Nad procesem rekonstrukcyjnym czuwał Witold Sobociński. Udało się naprawić część materiału filmowego, która uległa uszkodzeniu; odnowiono też pierwotną paletę barw oraz nadano głębię warstwie dźwiękowej, w tym muzyce Stanisława Radwana. Premiera zrekonstruowanej cyfrowo wersji odbyła się w grudniu 2010 roku. Odnowiona wersja została wydana na nośnikach DVD nakładem dystrybutora Best Film.

## Odbiór
Prapremiera Wesela odbyła się 8 stycznia 1973 roku w krakowskim Teatrze Słowackiego, a dzień później film trafił do regularnej dystrybucji w kinach. Wesele spotkało się ze zróżnicowanymi opiniami polskich krytyków. Aleksander Ledóchowski z „Kina” opisał dzieło Wajdy jako „popis realizacji technicznej”, chwaląc zarazem kreację aktorską Franciszka Pieczki w roli Czepca. Krzysztof Teodor Toeplitz pisał dla „Miesięcznika Literackiego”, iż zabiegi inscenizacyjne Wajdy pozwoliły przełamać konwencję teatru: „Izba weselna u Wajdy jest ciasna, duszna, tłoczna, sień wąska, podwórze błotniste, nijakie, w szopie obok sprzętu gospodarskiego walają się napoczęte płótna Gospodarza”. Zygmunt Kałużyński na łamach „Polityki” stwierdził, iż w filmowym Weselu Wajda „zastosował ważną zdobycz kina nowej fali, mianowicie montaż strumienia świadomości, uprawiany przez Resnais, Godarda, Felliniego – ciąg obrazów niespodziewanych, raptownie ciętych bez uprzedzenia, które powinny odtwarzać przeżycia wewnętrzne postaci”. Kałużyński, chwaląc Wajdę za gwałtowność sceny otoczenia inteligencji przez chłopów, zarazem negatywnie odniósł się do sceny, w której Jasiek dociera do granicy trzech zaborów. Krytyk „Polityki” uznał tę scenę za dramaturgicznie i historycznie niewiarygodną. Bardzo krytyczny wobec filmu był Antoni Słonimski z „Tygodnika Powszechnego”, według którego „prawdę historyczną zlekceważono, poezję zmasakrowano”, a Wajda niemal „delikatne dialogi Wesela zagłuszył muzyką taneczną i wrzaskiem pijanej czeredy” .
Inaczej przyjęli Wesele francuscy krytycy. Gilles Jacob z „L’Express” i Louis Chauvet z „Le Figaro” określali film jako „interesujący”, „piękny” i „wysoce emocjonalny”, natomiast Robert Chazal z „France-Soir” odnalazł w nim polski odpowiednik Słodkiego życia Felliniego. W recepcji krytycznej Wesela we Francji podkreślano również, że dobrze obrazuje ono sytuację historyczną Polski, a niektóre recenzje chwaliły film szczególnie za jego poziom artystyczny. Historyk filmu Paul Coates był bardziej zachowawczy w ocenie, twierdząc, że Wesele jest filmem „bardzo nieudanym”, obliczonym na pretensjonalną widowiskowość bliską sztuce akademickiej.

### Analizy i interpretacje

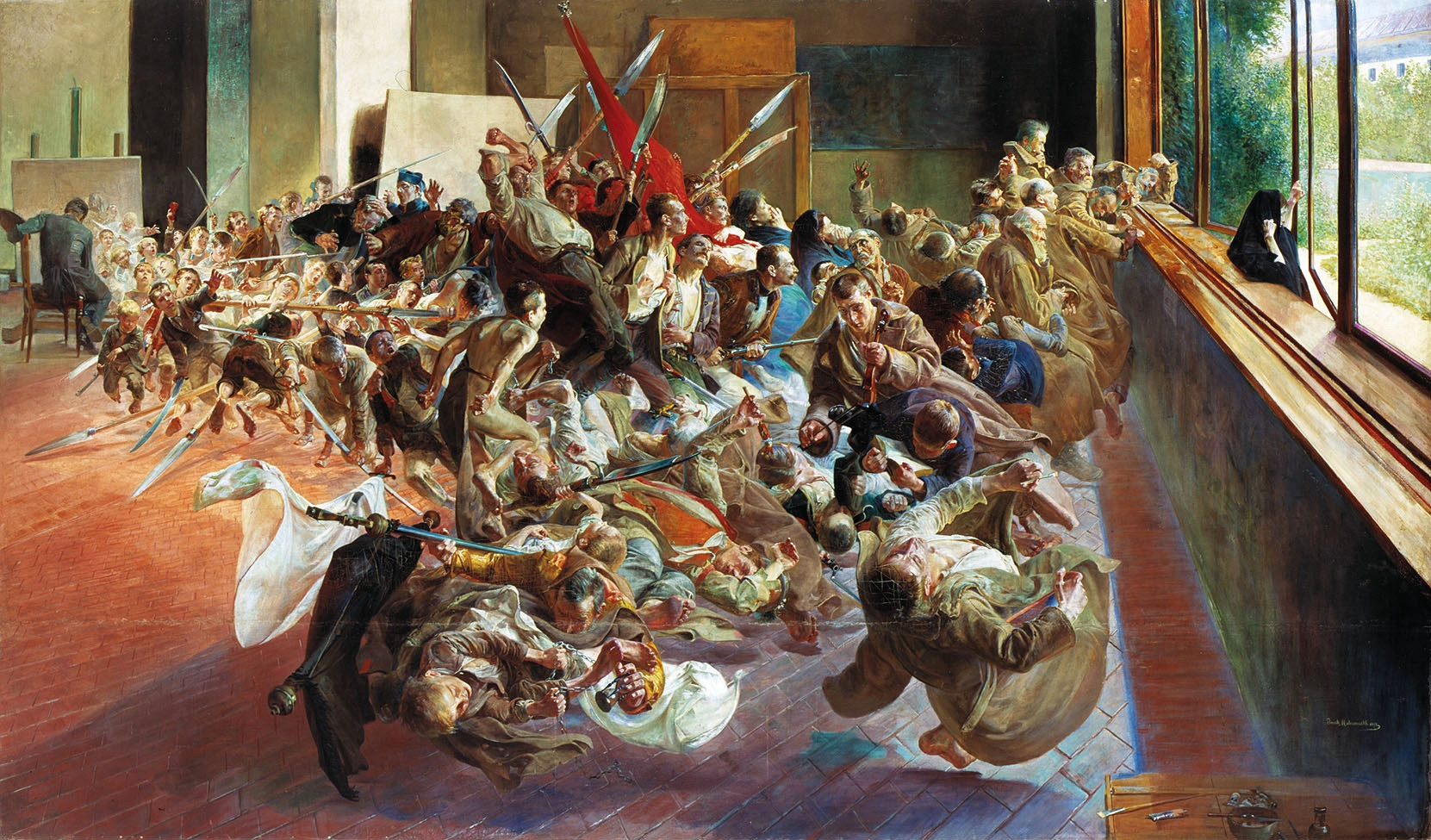
Jacek Malczewski, Melancholia (1890-1894). Obraz Malczewskiego był jedną z inspiracji dla reżysera Wesela

Wesele doczekało się szeregu analiz i interpretacji. Dariusz Chyb odnalazł w dziele Wajdy inspiracje malarstwem Józefa Mehoffera oraz Jacka Malczewskiego, ze szczególnym uwzględnieniem Melancholii. Zauważył, że fragment Panoramy Racławickiej – wbrew sugestiom Wyspiańskiego – został umieszczony w stodole zamiast na ścianie chałupy i pada ofiarą agresji ze strony Gospodarza. Według Chyba ten gest sugeruje podważenie rangi ikonografii Panoramy, która była utrwalona w powszechnej świadomości Polaków . Tadeusz Miczka odnalazł w Weselu również nawiązania do Widoku z okna pracowni Wyspiańskiego oraz do Drogi w Bronowicach Aleksandra Gierymskiego. Jednakże Miczkę najbardziej interesowało odrealnienie treści filmu. W porównaniu z pierwowzorem literackim Wajda – jak twierdził kulturoznawca – wzmocnił symboliczną wymowę filmu, nadając dramatowi Wyspiańskiego charakter uniwersalny i kształtując styl określany mianem „nadrealizmu filmowego”. Filmoznawca Miłosz Stelmach zaliczył Wesele do innego nurtu, zwanego przezeń późnym modernizmem, który „szczególnie lubuje się w wizjach rozkładu, upadku oraz śmierci, właściwy dla egzystencjalizmu pesymizm uzupełniając jeszcze bardziej apokaliptyczną nutą”.
Seweryn Kuśmierczyk podważył sąd, iż Wesele jest dosłowną adaptacją Wyspiańskiego, szukając w filmie uniwersalnych odwołań do mitów Campbella. Według Kuśmierczyka struktura przestrzenna Wesela jest zorganizowana na wzór mandali, a bohaterowie filmu przeżywają obrzęd przejścia od nieświadomości ku pełnej świadomości. Ponadto, rozpatrując film w kategoriach formalnych (zmontowany film składa się z 820 ujęć), Kuśmierczyk uznał, że „niektóre sceny z Wesela mogłyby być wręcz wzorcem dla powstających wiele lat później teledysków MTV” .
Zdaniem Tadeusza Lubelskiego do powodzenia Wesela w kraju i za granicą przyczyniła się twórcza zdrada pierwotnej treści dramatu. Przytoczył przykład Wernyhory, który w latach siedemdziesiątych XX wieku był „symbolem martwym”, lecz w ujęciu Wajdy został ucharakteryzowany na Józefa Piłsudskiego – postać w ówczesnym życiu publicznym okrytą milczeniem. Filmoznawczyni Łucja Demby dopowiedziała, że Wernyhora w ujęciu Wajdy śpiewa cicho Mazurka Dąbrowskiego; dlatego też filmowe Wesele „miało wymiar aktualny”, gdyż nie było „tylko opowieścią o marazmie inteligencji polskiej na początku XX wieku, ale także wyrzutem sumienia i wezwaniem do czynu w chwili obecnej”.

### Nawiązania i reinterpretacje
Barbara Giza w artykule z 2005 zestawia Wesele z filmem Wojciecha Smarzowskiego pod tym samym tytułem. Pisze, iż „o ile w Weselu Wyspiańskiego i Wajdy elementem najistotniejszym był polski folklor, ludowa muzyka i kolorowe stroje szalejących w tańcu chłopów”, w dziele Smarzowskiego folklor „sprowadza się do pustego obrzędu”, natomiast zabawa weselna odbywa się „w takt rytmów piosenek o białym misiu i miłości w gnoju”. Do dzieła Wajdy nawiązała również artystka wideo Karolina Kowalska, która na potrzeby własnej instalacji Rave (2008), przemontowała najbardziej dynamiczne sceny z filmu i je przyśpieszyła. Odcinek polskiego sitcomu Świat według Kiepskich „Sto lat” nawiązywał zarówno do filmu, jak i materiału źródłowego poprzez umieszczenie postaci Stańczyka, Wernyhory i konieczności zadęcia w złoty róg. Wzorem filmowej adaptacji Stańczyk ukazuje się Ferdkowi jako jego sobowtór i obie postacie są grane przez tego samego aktora, Andrzeja Grabowskiego.

### Nagrody i festiwale
Wesele zostało uhonorowane Srebrną Muszlą na Międzynarodowym Festiwalu Filmowym w San Sebastián, a na Lubuskim Lecie Filmowym w Łagowie zdobyło pięć nagród Grand Prix „Złote Grono”, nagrodę Kin Studyjnych (Andrzej Wajda) oraz wyróżnienia za scenariusz (Andrzej Kijowski), scenografię (Krystyna Zachwatowicz) i zdjęcia (Witold Sobociński). W plebiscycie pisma „Film” Wesele zostało uhonorowane Złotą Kamerą dla najlepszego filmu polskiego 1973 roku . Amerykański reżyser Martin Scorsese uznał Wesele za jedno z arcydzieł polskiej kinematografii i wytypował je w 2014 roku do prezentacji w Stanach Zjednoczonych i Kanadzie w ramach festiwalu polskich filmów Martin Scorsese Presents: Masterpieces of Polish Cinema.